# Cuzmin, Stînga Nistrului
Cuzmin este satul de reședință al comunei cu același nume din Unitățile Administrativ-Teritoriale din Stînga Nistrului (Transnistria), Republica Moldova.

## Personalități

### Născuți în Cuzmin
- Ion Soltîs (1923–1945), militar sovietic, Erou al Uniunii Sovietice (postum)